# Джорджо де Стефані
Джорджо де Стефані (італ. Giorgio de Stefani; 24 лютого 1904 — 22 жовтня 1992) — колишній італійський тенісист.
Найвищу одиночну позицію світового рейтингу — 6 місце досяг 1934 року (за даними Literary Digest).
Здобув 85 одиночних та 54 парні титули.
Найвищим досягненням на турнірах Великого шолома був фінал в одиночному розряді.

## Фінали турнірів Великого шолома

### Одиночний розряд (1 поразка)
| Результат | Рік  | Турнір            | Покриття | Суперник  | Рахунок            |
| --------- | ---- | ----------------- | -------- | --------- | ------------------ |
| Поразка   | 1932 | Чемпіонат Франції | Ґрунт    | Анрі Коше | 0–6, 4–6, 6–4, 3–6 |